# Unterkienberg (Allershausen)
Unterkienberg ist ein Kirchdorf und Ortsteil der Gemeinde Allershausen im westlichen Landkreis Freising in Oberbayern. 

## Lage
Der Ort liegt im Ampertal etwa zwei Kilometer nordwestlich von Allershausen an der Autobahn A8. 

## Geschichte
Von einer vom Freisinger Bischof Hitto im Jahr 820 geweihten Kirche wird angenommen, dass es sich entweder um die Kirche in Unterkienberg oder den Bau in Walterskirchen handelt. Die heutige Kirche St. Peter und Paul ist ein im Kern mittelalterlicher Saalbau, im frühen 17. Jahrhundert erfolgte eine barocke Umgestaltung. Der Turm mit Zwiebelhaube entstand um 1700. Der Ort gehörte bis zur Säkularisation von 1802/1803 zur Hofmark Weihenstephan und kam dann zur 1818 durch das bayerische Gemeindeedikt gegründeten Gemeinde Allershausen, das benachbarte Oberkienberg zur Gemeinde Schlipps. Am 1. Januar 1972 kam auch Oberkienberg von der aufgelösten Gemeinde Schlipps nach Allershausen.